# Archidiecezja Otranto
Archidiecezja Otranto – diecezja rzymskokatolicka we Włoszech. Powstała w 400 jako diecezja. Promowana do rangi archidiecezji  w 870. Siedziba metropolii w latach 956-1980.

## Biskupi ordynariusze
- Benedikt (431)
- Niceta (454–467)
- Petrus I. (596)
- Sabino (599)
- Pietro II. (601)
- Andreas (643–655)
- Johannes (671–688)
- Marco (778)
- Petrus III. (956–968)
- N.N. (1022)
- Ippazio (1054–1066)
- Ugone (1068–1071)
- Guglielmo (1080–1089)
- Bernard (1092)
- N.N. (1106)
- Petrus IV. (1126–1143)
- Girolamo (1154)
- Gionata (1163–1179)
- Lucio (1182–1185)
- Guglielmo (1189–1195)
- N.N. (1198)
- Tancredi degli Annibali (1219–1223)
- Bernardo (1223–1240)
- Giocondo Paladini (1240–1253)
- Matteo de Palma (1253–1282)
- Tancredo di Montefusco (1282–1283)
- Giacomo (1283–1309)
- Tommaso (1310–1320)
- Luca (1321–1329)
- Orso Minotolo (1329–1330)
- Giovanni (1330–1345)
- Rinaldo (oder Reginaldo) (1345–1351)
- Filippo di Lanzano (1351–1363)
- Giacomo d'Itri (1363–1378)
- Guglielmo (1379–1393)
- Filippo (1395–1417)
- Aragonio Malaspina (1418–1424)
- Nicolò Pagani (1424–1451)
- Stefano Pendinelli (1451–1480)
- Serafino da Squillace (1480–1514)
- Giovanni Giacomo Dino, O.F.M. (1514–1514)
- Fabrizio de Capua (1514–1526)
- Alessandro Cesarini (1526–1536)
- Pietro Antonio de Capua (1536–1579)
- Pietro de Coderos (1579–1584)
- Marcello Acquaviva (1586–1606)
- Lucio (de) Morra (1606–1623)
- Diego Lopez de Andrada (1623–1628)
- Fabrizio degli Antinori (1630–1630)
- Gaetano Cosso (1635–1655)
- Adarzo de Santander (1657–1674)
- Ambrogio Maria Piccolomini (1675–1681)
- Ferdinando de Aguinar Y Saavedra (1684–1689)
- Francesco Maria de Aste (1690–1719)
- Michele Orsi (1722–1752)
- Marcello Papiniano - Cusani (1753–1754)
- Nicolò Caracciolo (1754–1766)
- Giulio Pignatelli (1767–1784)
- Vincenzo Maria Morelli (1792–1812)
- Andrea Mansi (1818–1832)
- Vincenzo Andrea Grande (1834–1871)
- Giuseppe Caiazzo (1872–1883)
- Rocco Cocchia, O.F.M. Cap. (1883–1887)
- Salvatore Maria Bressi, O.F.M. Cap. (1887–1890)
- Gaetano Caporali, C.Pp.S. (1890–1911)
- Giuseppe Ridolfi (1912–1915)
- Carmelo Patanè (1918–1930)
- Cornelio Sebastiano Cuccarollo, O.F.M. Cap. (1930–1952)
- Raffaele Calabria (1952–1960)
- Gaetano Pollio, P.I.M.E. (1960–1969)
- Nicola Riezzo (1969–1981)
- Vincenzo Franco (1981–1993)
- Francesco Cacucci (1993–2000)
- Donato Negro (2000–2023)
- Francesco Neri (od 2023)